# إبراهيم (ماهلية)

تعديل مصدري - تعديل

إبراهيم هي إحدى قرى عزلة قانية بمديرية ماهلية التابعة لمحافظة مأرب، بلغ تعداد سكانها 344 نسمة حسب تعداد اليمن لعام 2004.